# Anurophorus rarus
Anurophorus rarus är en urinsektsart som först beskrevs av Riozo Yosii 1939.  Anurophorus rarus ingår i släktet Anurophorus och familjen Isotomidae. Inga underarter finns listade i Catalogue of Life.